# Sant Coat d'Aude
Sant Coat d'Aude (en francès Saint-Couat-d'Aude) és un municipi francès situat al departament de l'Aude i a la regió d'Occitània.